# Ультразв'язний простір
Ультразв'я́зний про́стір — топологічний простір, який не містить дві непорожні неперетинні замкнені множини.

## Властивості
- Топологічний простір ультразв'язний в тому й лише в тому разі, коли замикання різних точок перетинаються.
- Ультразв'язний простір зв'язний.
- Ультразв'язний простір лінійно зв'язний.
- Ультразв'язний простір не може мати більше однієї замкненої точки, і отже, не є {\displaystyle T_{1}}-простором.
- Ультразв'язний простір є {\displaystyle T_{4}}-простором.